# Archers of Loaf
Gli Archers of Loaf sono un gruppo musicale statunitense, formatosi in Carolina del Nord nel 1991. Il gruppo si è sciolto nel 1998, per poi ricostituirsi nel 2011, anno in cui è stata ristampata l'intera produzione precedente.

## Storia
Il gruppo si forma a Chapel Hill, cittadina della Carolina del Nord, nel 1991 ad opera di quattro studenti dell'Università del North Carolina, ossia Eric Bachmann (voce e chitarra), Eric Johnson (chitarra), Marc Gentling (basso) e Mark Price (batteria). Il primo singolo realizzato è Wrong, grazie al quale ottengono un contratto con l'etichetta discografica indipendente Alias (Yo La Tengo).
Il primo album ufficiale è Icky Mettle (1993).
Dopo l'Ep Vs the Greatest of All Time (1994), pubblicano il secondo album Vee Vee (1995).
Nel 1996 è la volta di All The Nation's Airports, disco dal sound più pulito ed espansivo. Segue White Trash Heroes (1998), più vicino alla musica sperimentale e al prog. Il gruppo però incontra diverse difficoltà di vendita e l'operazione al tunnel carpale del batterista è il pretesto per sciogliere la band.
Il 15 gennaio 2011 il gruppo riappare sul palco del Cat's Cradle, locale che aveva ospitato il loro ultimo concerto, a Chapel Hill. Poco dopo la loro produzione viene ristampata dalla Merge Records.

## Formazione
- Eric Bachmann (voce e chitarra)
- Eric Johnson (chitarra)
- Marc Gentling (basso)
- Mark Price (batteria)

## Discografia

### Album
- 1993 - Icky Mettle
- 1995 - Vee Vee
- 1996 - All the Nations Airports
- 1998 - White Trash Heroes
- 2022 - Reason in Decline

### EP e raccolte
- 1994 - Vs the Greatest of All Time
- 1996 - The Speed of Cattle
- 1997 - Vitus Tinnitus
- 2000 - Seconds Before the Accident